# Rationalité
En philosophie, en psychologie et en sociologie, la rationalité est un concept servant à définir et mesurer la capacité de raisonnement, telle qu'elle se manifeste dans un (ou des) comportement(s) humain(s). Plus précisément, le mot désigne la qualité de ce qui, dans l’ordre de la connaissance, est rationnel (c'est-à-dire relevant de l'usage de la raison, ou intellect) et de ce qui, plus rarement, dans l’ordre de la pratique, relève du raisonnable.
Le concept de rationalité a été fortement valorisé au XVIIe siècle par le philosophe René Descartes et le rationalisme puis, au XVIIIe siècle, par la philosophie des Lumières, qui l'a opposé aux croyances (qualifiant celles-ci d'obscurantistes) et, de manière plus ou moins affichée, à la religion. Différents moralistes, notamment en Grande-Bretagne (en particulier Adam Smith) se sont alors appuyés sur ce concept pour fonder une nouvelle discipline : l'économie.
Il est établi que le domaine où la rationalité se trouve le plus souvent mise à contribution est la science. À la suite de Smith, une majorité d'économistes ont élaboré leurs analyses et leurs théories sur le concept de rationalité, entendant par là même conférer à leur discipline le statut de science. Encore aujourd'hui, la formule « rationalité économique » sert à désigner le comportement d’agents qui, par le biais de procédures découlant de la raison, cherchent à optimiser des objectifs, en premier lieu le profit. Or cette prétention au statut de science et, plus généralement, cette absolutisation du concept de rationalité fait l'objet de débats.
Estimant au début du XXe siècle que cette quête d'optimisation avait non seulement monté en puissance et gagné l'ensemble de société des pays industrialisés mais qu'elle constituait la cause première de l'industrialisation, le sociologue Max Weber a parlé de « rationalité en finalité » et de « processus de rationalisation ». Depuis, le concept de rationalité questionne non seulement la sociologie mais l'ensemble des sciences humaines, jusqu'à ceux-là mêmes qui y recourent : « Les limites que rencontre l’application du principe de rationalité aux actions sociales (…) sont-elles les mêmes pour une science du modèle comme l’économie ou une science de l’enquête comme la sociologie ? ».

## Histoire du concept

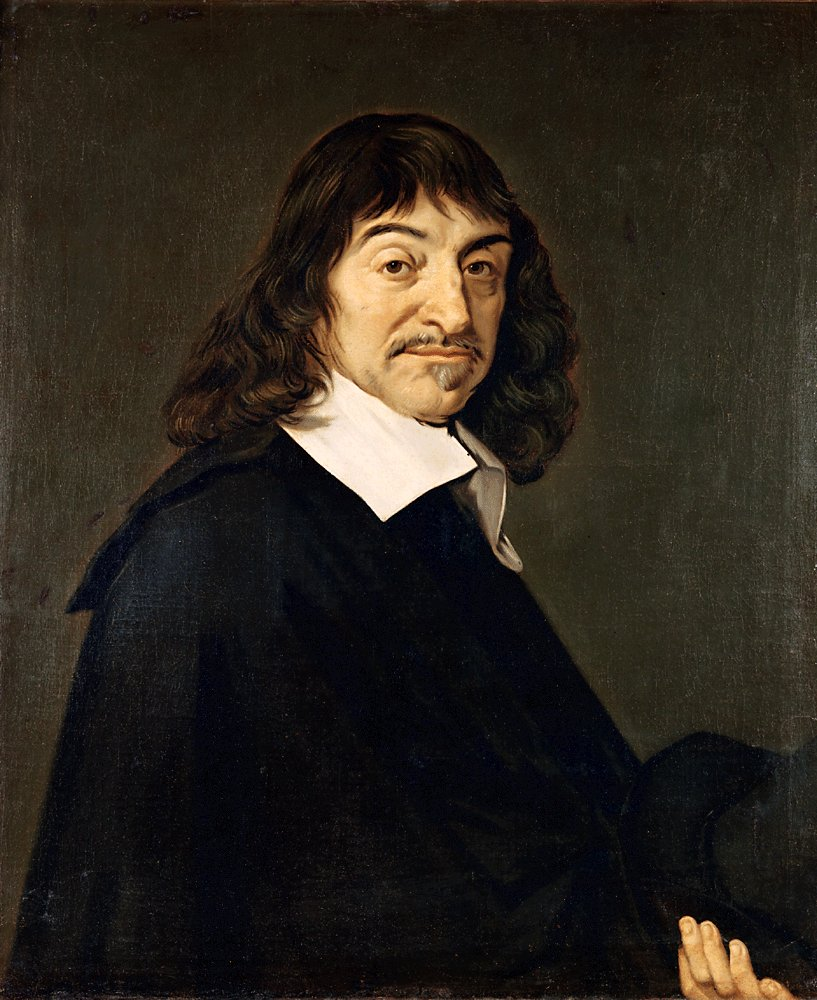
A travers son Discours de la méthode, en 1637, le philosophe français René Descartes a fortement contribué à promouvoir le rationalisme à travers l'Europe.

L'importance de la raison a toujours été mise en avant en Occident, au moins depuis la naissance de la philosophie grecque durant l'Antiquité. C'est Platon le premier qui affirma l'hétérogénéité radicale entre l'intellect et les sens, et la supériorité du premier sur les seconds.
À partir du XVIIe siècle, la théorie épistémologique dite « rationaliste » se répand, notamment par les travaux de Descartes.
À la fin du XVIIIe siècle, au fur et à mesure que les effectifs de populations augmentent en Europe, des philosophes moralistes anglo-saxons, principalement l'écossais Adam Smith, élaborent une nouvelle éthique, entièrement axée sur le principe de la rationalité. Estimant que le comportement des individus répond à la satisfaction de leurs seuls intérêts vitaux, ils conçoivent une nouvelle discipline, l'économie, lui assignant le but de réguler de façon rationnelle la création et le partage des richesses. Au XIXe siècle, au fur et à mesure que se poursuit la révolution industrielle, l'Europe voit ses paysages se transformer car l'ensemble des individus qui composent la société, et pas seulement ses agents moteurs, adoptent des postures de plus en plus « calculatrices » (le mot « rationnel » provient du latin ratio qui signifierai « calcul » - caillou au sens premier - dans cette acception très générale) et à éprouver le sentiment de devoir en accumuler toujours plus. C'est du moins la thèse que développe au tout début du XXe siècle le sociologue allemand Max Weber, lorsqu'il affirme que le capitalisme moderne découle tout entier de ce qu'il appelle le processus de rationalisation. 
(Note : ratio signifie un mode plus précis du calculus classique ou maniement des cailloux chiffrés. Dans ratio il s'agit de rapport, proportion ou fraction d'un observé dans un tout. Un nombre parmi un nombre, une proportion, une partition d'un tout. L'accumulation de cailloux sans limite plutôt que le respect des équilibres des proportions dans un tout, sont deux acceptions au final divergente d'un comportement rationnel en économie comme ailleurs)

## Pratique du concept

### Économie
On parle de rationalité économique quand le comportement des individus répond à la satisfaction de leurs intérêts. Ce faisant, on ne définit pas en quoi consiste cet intérêt : satisfaction d'un besoin vital ? recherche de confort ? opération de placement ?... On suppose implicitement que la notion d'intérêt fait consensus. Les économistes de l'école néo-classique sont cependant un peu plus précis : ils estiment que les agents agissent de façon à optimiser leur bien-être, lequel est calculé selon une fonction d'utilité. La théorie néo-classique fait ainsi du concept de « rationalité » l'hypothèse centrale du modèle d'équilibre général. Concrètement, l’optimisation vise à maximiser les bénéfices en minimisant les coûts. Les objectifs sont généralement perçus par ces agents comme globalement favorables à leurs propres intérêts. Il peut cependant s’agir d’optimiser ce qui est perçu comme favorable au groupe des agents. De plus la rationalité ne garantit pas aux agents une objectivité absolue : les représentations du monde (individuelles ou collectives) sur lesquelles s’exerce leur rationalité se construisent sur leurs expériences propres, largement influencées par leur culture, leur éducation, et tout ce qui est susceptible de modeler leur subjectivité.
Par opposition au concept de « rationalité instrumentale », appelée également « rationalité en finalité », Herbert Simon (prix Nobel d'économie) développe le concept de rationalité limitée ou « procédurale » : les agents ne se comportent pas toujours rationnellement car ils ne bénéficient pas de toutes les informations qui leur sont nécessaires.

## Critique du concept

### Sociologie
Depuis Weber, la notion de rationalité est grandement débattue parmi les sociologues.
Dans sa « théorie générale de la rationalité », Raymond Boudon estime que toute action humaine se produit car les hommes sont « naturellement rationnels ». Selon lui, la rationalité n’est pas seulement celle développée par les économistes néoclassiques, qui réduisent toute action à un calcul d’intérêt. La rationalité peut être liée aux valeurs. Par exemple quelqu'un qui sacrifie sa vie pour une cause noble est rationnel. Il faut parler alors de rationalité axiologique. Estimant par conséquent que les valeurs sont « universelles », Boudon combat le relativisme dans les sciences sociales.

### Psychologie

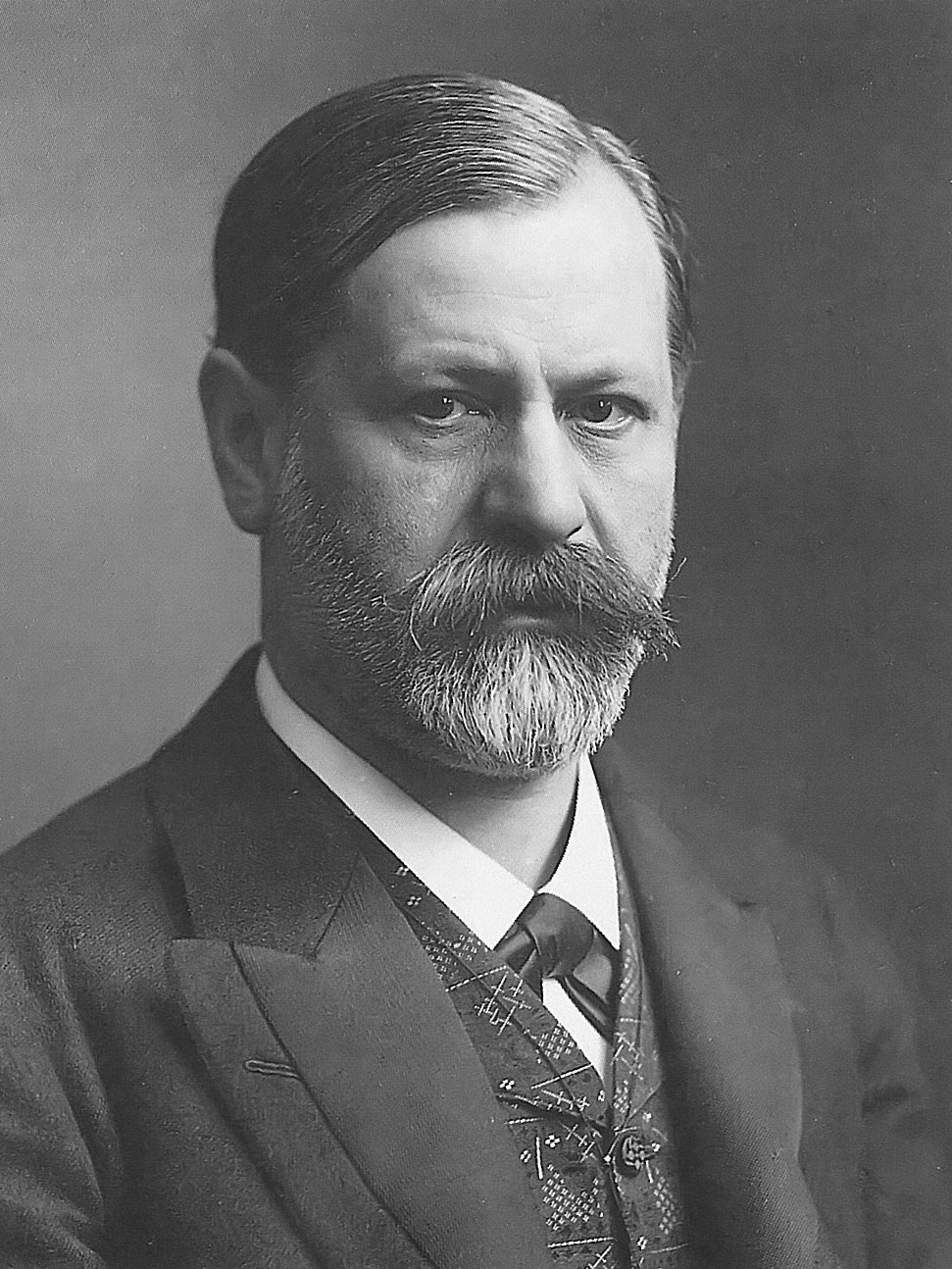
Au début du XXe siècle, Sigmund Freud a remis en cause la souveraineté du principe de rationalité en postulant la thèse de l'inconscient.

Comme l'ensemble des sciences humaines, la psychologie est une émanation de la philosophie, dès lors que celle-ci se fixait comme objectifs de décrire et d'analyser les comportements humains puis de proposer des remèdes à des attitudes jugées pathologiques. En 1900, la parution d'un ouvrage écrit par un médecin viennois, Sigmund Freud, vient jeter un pavé dans la mare : L'Interprétation des rêves. Freud postule l'existence d'une entité régnant au cœur du psychisme : l'inconscient. En résumé, il estime que la conduite de ses patients présente des aspects irrationnels, du fait que, sans même le savoir, ils refoulent dans leur inconscient un certain nombre de pensées, qu'ils jugent moralement inconvenantes dans leur milieu social. Freud vient d'inventer une nouvelle branche de la psychologie : la psychanalyse. Celle-ci est dès le début l'objet de vifs débats dans le milieu intellectuel, notamment autour de la question de la rationalité dans le champ des sciences sociales.
Les sciences cognitives et la théorie de l'information mettent quant à elles en avant la rationalité des fonctions cognitives. La ligne de démarcation établie par le courant de la psychanalyse entre « conscience » et « inconscient » se trouve estompée, voire gommée, par la psychologie cognitive, focalisée sur les fonctions telles que la perception, l'attention, la mémoire, le langage, l'intelligence, le raisonnement logique, la résolution de problèmes ou la motivation… toutes axées sur l'adaptation des individus à leur environnement social.
La rationalité dans le domaine de la psychologie se caractérise donc essentiellement par une quête de validation par les statistiques, donc une valorisation des normes comportementales et une certaine déconsidération pour les écarts et déviances, si ce n'est bien sûr dans la perspective d'une (ré)insertion sociale et professionnelle.

### Philosophie
En 1954, Martin Heidegger considère la technique moderne comme une manifestation extrême de la volonté de puissance des humains. Elle leur permet de plier la nature à tous leurs désirs, de dévoiler la matière dans tous ses recoins (l'atome), de l'arraisonner totalement. Le philosophe soulève le danger que présente ce « projet calculatoire » : par son caractère démesuré, il rejaillit non seulement sur la nature mais sur le sujet lui-même : « le propre du mécanisme qui accompagne la technique est d'expliquer toute vie, y compris la vie psychique, en partant d'éléments isolés et non pas de la cohésion du sens du vécu » résume Françoise Dastur, spécialiste d'Heidegger. A force de vouloir arraisonner le monde, de vouloir l'expliquer et le transformer toujours et partout, d'en évacuer tout mystère, l'humain s'expose à évacuer également tout sens de son existence.
En 1977, le philosophe belge Jean Ladrière publie un livre qui fait suite à un colloque qui s'est déroulé trois ans plus tôt à l'Unesco. Son titre est explicite : Les enjeux de la rationalité. Le défi de la science et de la technologie aux cultures. Selon lui, si la science a pris son essor dans la Grèce antique à des fins purement spéculatives (connaître le monde), elle se donne aujourd'hui la vocation d'agir sur lui, par le biais des technologies. Or cette entreprise a pris de telles proportions qu'elle menace les cultures traditionnelles du monde entier.
En 1985, Jacques Bouveresse s'interroge également : « la prise de conscience des effets négatifs ou même franchement destructeurs du progrès scientifique et technique incite aujourd’hui de plus en plus à se demander si la connaissance, au sens moderne du terme, était bien la meilleure option possible pour nos sociétés ». Le philosophe plaide finalement « pour la réhabilitation de la sagesse contre le savoir ».